# 南港村 (嘉義縣)
23°33′07″N 120°18′48.3″E / 23.55194°N 120.313417°E
南港村位於中華民國台灣省嘉義縣新港鄉，新港鄉的西北方，東邊接共和村與潭大村，西連六腳鄉，南為安和村，北與板頭村，是台灣省嘉義縣新港鄉轄下的行政區。面積約為4平方公里，行政區包含16鄰總人口數1228人，村內的水仙宮為國定古蹟。

## 地理
南港村昔日與雲林北港，兩地合稱「笨港」，是台灣港口早期開發的港口之一，明朝天啟年間，顏思齊移墾至笨港一帶，至嘉慶年間沿用至今。

## 聚落歷史
原屬笨港街尾的南港，是笨港的政治、經濟、軍事、文化中心。清嘉慶年間，由於地理環境居於凹岸，易遭水流侵蝕，故在洪水屢次來襲後，舊街被毀。導致居民們被迫分開散居，一部分往北港，一部份則另建新聚落，成為今日之新港。直至西元1968年（民國57年），官府才出面，興建堤防，並將位於行水區的居民，安遷到別處安置。

## 教育
本村無學校，南港村的學區於新港國小、新港國中。

## 文化資源與文化資產
- 笨港水仙宮：文化資產法保護的國定古蹟，西元1739年創建，其中所奉祀的神明皆曾有功於水；中間正殿供奉水仙尊王，以主神大禹為中座，副祀項羽、伍子胥、屈原與魯班，西元1816年（清嘉慶21年）懸有一塊「日月爭光」的匾額和一對蟠龍石柱，而廟宇的後殿則供奉關聖帝君，兩側山牆上還繪有古樸典雅的＜南極壘輝月＞ 及＜瑤姬獻壽＞，與當地協天宮、天后宮併稱笨港勝蹟。[4]

- 大崙王爺廟：別稱朱、李、池千歲廟，西元1842年創建，位於嘉義縣新港鄉南港村大崙5號，是大崙部落民眾們的信仰中心，主神朱、李、三府千歲，祭典農曆六月十八日，大多為劉姓者，經歷多次水患與地震漸漸地沒落了，而再由民眾合資建成，因此以家廟的方式呈現。[5]